# My Nation Underground
Saint Julian è il quarto album di Julian Cope, prodotto dalla Island Records nel 1988.

## Tracce
Lato A
1. 5 O'Clock World
2. Vegetation
3. Charlotte Anne
4. My Nation Underground

Lato B
1. China Doll
2. Someone Like Me
3. Easter Everywhere
4. I'm Not Losing Sleep
5. The Great White Hoax